# Хрушевље
Хрушевље (словен. Hruševlje, итал. Cursò) је насељено место у општини Брда, Горишка регија, Словенија.

## Историја
До територијалне реорганизације у Словенији било је у саставу старе општине Нова Горица.

## Становништво
У попису становништва из 2011. године, Хрушевље је имало 124 становника.
| Број становника према пописима | Број становника према пописима | Број становника према пописима |
| ------------------------------ | ------------------------------ | ------------------------------ |
| 1991                           | 2002                           | 2011                           |
| 107                            | 114                            | 124                            |